# محمد رضوان قمری
محمد رضوان قمری (انگلیسی: Mohamed Redouane Guemri؛ زادهٔ ۳۰ نوامبر ۱۹۵۶) بازیکن فوتبال اهل الجزایر بود.
وی همچنین در تیم ملی فوتبال الجزایر بازی کرده‌است.